# Silvia Alonso
Silvia Alonso Cruz (Salamanca; 28 de dezembro de 1989), é uma atriz espanhola. Estreou-se como protagonista da série Tierra de lobos , da Telecinco, no papel de Almudena Lobo. Participou de diversas séries espanholas como Amar es para siempre, La que se avecina e Sin identidad.

## Biografia
Em 2010, ela ganhou fama graças ao seu papel como Almudena Lobo na série da Telecinco Tierra de lobos, que estreou sua primeira temporada em 29 de setembro de 2010. Devido ao bom público, a série foi renovada até a terceira temporada, sendo Alonso protagonista de todas.
Em 2013 juntou-se às filmagens da segunda temporada da série Amar es para siempre, transmitida diariamente na Antena 3. Alonso interpretou Alejandra Torrijos, uma jovem pesquisadora que mantém um relacionamento com Luis Ardanza (Jordi Rebellón), seu professor. Ambos deixaram a série após o final da segunda temporada.
Em 2014 fez sua primeira incursão no cinema participando do filme Shrew's Nest com Macarena Gómez e Nadia de Santiago. Também naquele ano, ela se juntou ao elenco recorrente da série de comédia da Telecinco, La que se avecina, onde interpretou Patricia, a assistente social que ajudou Amador (Pablo Chiapella) e Maite (Eva Isanta).
Em abril de 2015, ingressou na segunda temporada da série Sin identidad da Antena 3. Lá ela jogou Helena López até o final da série. Também naquele ano ela participou como personagem convidada na série Velvet da Antena 3, interpretando Michelle.
Em fevereiro de 2016, a Antena 3 estreou a série Perdiendo el norte em que Alonso interpretou Adela, uma jovem espanhola residente em Berlim que conhece Carol (Belén Cuesta), outra emigrante espanhola que a faz começar a duvidar de seu estilo de vida. Além disso, nesse ano também estreou La corona partida, filme que une as séries Isabel e Carlos, rey emperador, ambos da Televisión Española. No filme, ela interpretou Germaine de Foix, que foi a segunda esposa de Fernando II de Aragão após a morte de Isabel I de Castela.
Em 2017 apareceu nos filmes It's for Your Own Good, de Carlos Therón, e Lord, Give Me Patience, de Álvaro Díaz Lorenzo. Também para 2017 estava agendada a estreia da série Antena 3, Tiempos de guerra.

## Filmografia

### Televisão
| Anos    | Título                                            | Papel                     | Estação   | No. de episódios |
| ------- | ------------------------------------------------- | ------------------------- | --------- | ---------------- |
| 2010–14 | Tierra de lobos                                   | Almudena Lobo             | Telecinco | 41               |
| 2013    | Amar es para siempre                              | Alejandra Torrijos Martín | Antena 3  | 59               |
| 2014-15 | La que se avecina                                 | Patricia                  | Telecinco | 10               |
| 2015    | Sin identidad                                     | Helena López Prats        | Telecinco | 12               |
| 2015    | Veludo                                            | Michelle                  | Telecinco | 2                |
| 2016    | Buscando el norte                                 | Adela Llamazares Nieto    | Telecinco | 8                |
| 2017–   | Tiempos de guerra (Morocco: Love in Times of War) | Susana Márquez de la Maza | Telecinco |                  |
| 2019    | Instinto                                          | Eva Vergara               | Movistar+ | [ 15 ]           |

### Filmes
- Shrew's Nest, como sobrinha de Dona Puri. Dir. Juanfer Andrés e Esteban Roel (2014)
- La corona partida, como Germaine de Foix. Dir. Jordi Frades (2015)
- It's for Your Own Good, como Valentina. Dir. Carlos Therón (2017)
- Lord, Give Me Patience, como Alicia Zaldívar Ramos. Dir. Álvaro Díaz Lorenzo (2017)

### Curtas-metragens
- Antidote, com a Universidade Complutense de Madrid (2008)
- Hakushi, distribuição. Dir. Guy Khandjian (2008)
- Divina comedia, distribuição. Dir. Sebastián Cardemil (2009)
- Siempre tarde, distribuição. Dir. Fermín Pérez (2009)
- Una de almejas, distribuição. Dir. José Pena Millor (2009)
- La trampa, distribuição. Dir. Javier Oyarzo (2009)
- Yo nunca, distribuição. Dir. Ana Belén Domínguez Nevado (2009)
- Tópicos, distribuição. Dir. Javier Oyarzo (2009)
- Zona muerta, distribuição. Dir. Javier Oyarzo. Filme de meia-metragem (2009)
- Mentiras, como Muriel. Dir. Ana de Nevado (2011)

### Teatro
- Sexo 10.0. Dir. Chos Corzo
- Futuro 10.0. Dir. Chos Corzo
- Muito Barulho por Nada. Dir. Juan López Tagle

## Vida privada
Em 2010, ela teve um breve romance com seu co-estrela Álex García.